# Diphyus walleyi
Diphyus walleyi là một loài tò vò trong họ Ichneumonidae.